# Alfred Schmidt (filosoof)
Alfred Schmidt (Berlijn, 1931 – Frankfurt, 2012) was een Duits filosoof. Hij geldt als vertegenwoordiger van de Frankfurter Schule.